# Rio Isonzo

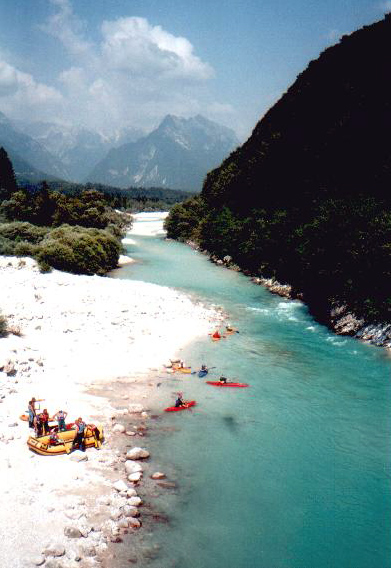
O Soča/Isonzo perto de Bovec

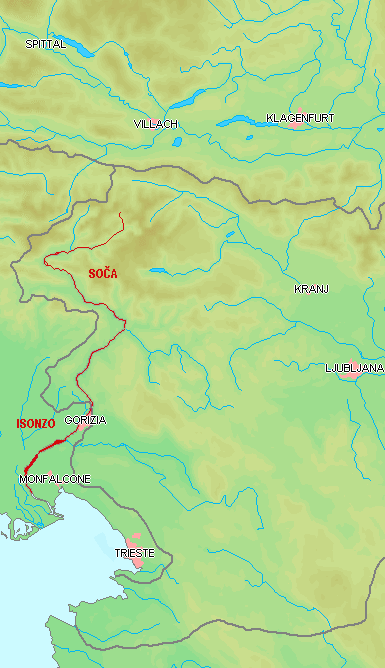
O rio Isonzo (ou Soča).

O rio Isonzo (em italiano) ou Soča (em esloveno) é um rio de 140 km que corre através do oeste da Eslovénia e na região Friul-Veneza Júlia (nordeste de Itália). O seu nome deriva do latim Æsontium ou Sontium.
O seu comprimento é de  136 quilômetro com uma bacia de 3.400 km² dos quais  1.150 km² na Itália.

## Eventos históricos
Nas proximidades do Isonzo foi combatida a Batalha do rio Frígido em 394 d.C. entre o imperador romano do Oriente Teodósio, comandando o exército cristão e o imperador romano do Ocidente Flávio Eugênio, comandando soldados pagãos. Também próximo ao Isonzo ocorreu a Batalha do Isonzo, a primeira da invasão da península Itálica pelos ostrogodos.
Durante a Primeira Guerra Mundial, o Isonzo foi palco das maiores operações militares do fronte italiano entre 1915 e 1917 e das de "doze batalhas do Isonzo", onde perderam a vida 300 mil soldados italianos e austro-húngaros.